# Egbert Benson
Egbert Benson, född 21 juni 1746 i New York, död 24 augusti 1833 i Queens, var en amerikansk politiker. Han var en av de första ledamöterna av USA:s representanthus från delstaten New York.
Han var tredje av fem barn till Robert Benson och Catherine Van Borsum Benson. Han utexaminerades 1765 från King's College (numera Columbia University). Han arbetade som advokat både i New York och i Red Hook i Dutchess County. När britterna 1776 ockuperade New York, förblev Benson i flera år i Dutchess County.
Han var ledamot av kontinentala kongressen 1784, 1787 och 1788. Han var sedan ledamot av USA:s representanthus i den första och i den andra kongressen 1789-1793. Han var domare i delstaten New Yorks högsta domstol 1794-1801 och blev sedan utnämnd till en federal appellationsdomstol. Han var på nytt ledamot av USA:s representanthus i den trettonde kongressen från mars 1813 till sin avgång i augusti samma år.